# Aperitivo
Aperitivo was een middagprogramma op de Nederlandse televisiezender RTL 4, gepresenteerd door Esther Duller en vervolgens Myrna Goossen. In dit programma werd gesproken over eten en lifestyle. Het eerste seizoen (2003) werd het gepresenteerd door Esther Duller. Het programma werd elke dinsdag, woensdag en donderdag om 16:30 uitgezonden en geproduceerd door Dullaert en Dumas.
Het programma werd op donderdag 24 april 2008 voor het laatst uitgezonden, volgens RTL 4 en Goossen had dit te maken met tegenvallende kijkcijfers.